# آنا لورنس دوز
آنا لورنس دوز (بالإنجليزية: Anna Laurens Dawes)‏ هي ناشطة حق تصويت المرأة أمريكية، ولدت في 14 مايو 1851 في نورث آدمز في الولايات المتحدة، وتوفيت في 25 سبتمبر 1938.